# 高賚明
高賚明（？—1650年代），字孟良，號見菴，廣東廣州府順德縣人，明朝、南明政治人物。

## 生平
高賚明是天啟元年（1621年）廣東鄉試舉人，次年（1622年）成進士，獲授新喻知縣，調任安福。縣民解下米包泊在河邊等候兌收，苦於損耗，他捐助興建城外行倉，讓縣民暫時貯存等待繳納，人們都認為方便。地方舊俗抓獲竊盜，就將賊人擲入蒙潭溺斃，不送到官府審訊。高賚明發現此事後，就定明此例當作擅殺處理，於是盜賊獲感化，三年內沒有發生盜竊案。魏忠賢摧毀天下書院興建生祠，安福縣內有復禮、復古兩間書院需要拆毀，高賚明高聲抗論，指出復古書院祭祀王守仁、湛若水、鄒守益等明朝大儒，拆毀就會得罪天下士人，要死也不敢做。經過竭力爭取，復禮書院得免拆毀的命運。之後他遷任河南道御史，因為提出意見被貶謫歸鄉，和陳子壯復修南園社。
永曆帝即位，起用高賚明為刑部郎中。李成棟反正時獲李元胤推薦任職太常少卿，之後改官大理少卿。他跟隨永曆帝到南寧，永曆五年（1651年）清朝追兵急迫，皇帝倉猝撤離，百官離散，但他依然跟從。次年（1656年）正月永曆帝一行到達安龍，二月就擢任他為工部右侍郎。滇京失陷後歸鄉，十分貧窮，只能吃用紙包的糠餌，可是他卻毫不在意，很快去世。